# Potschovistsqali
Potschovistsqali (georgiska: ფოცხოვისწყალი, turkiska: Posof Çayı) är en flod i Georgien och Turkiet. Den rinner upp i nordöstra Turkiet, flyter åt nordost in i södra Georgien och mynnar som vänsterbiflod i Kura (Mtkvari).